# Sunland Heat: No Calor da Terra do Sol
Sunland Heat: No Calor da Terra do Sol (BRA-CE, 2004, 81 minutos) é um filme gravado na cidade de Fortaleza e dirigido pelo cearense Halder Gomes com roteiro de Sílvio Gurjão e participação de atores norte-americanos.

## Elenco
- Alex Van Hagen como Jennifer
- Renata Pimentel como Karate champion
- Jay Richardson como Danny
- Laura Putney como Jackie
- André Lima como Jean Paul
- J.J. Perry como Matthews
- Odilon Camargo com Carlos